# Ngựa Trắng Uffington
Ngựa Trắng Uffington là hình vẽ khổng lồ trên một ngọn đồi có từ thời tiền sử được cách điệu với chiều dài 110 m (360 ft), được hình thành từ các rãnh sâu chứa đầy đá vôi trắng. Con ngựa này nằm ở sườn trên của đồi Ngựa Trắng trong giáo xứ dân sự Uffington của Anh (thuộc hạt nghi lễ Oxfordshire và hạt Berkshire lịch sử), cách thị trấn Faringdon 8 km (5 mi) về phía nam và một khoảng cách tương tự phía tây thị trấn Wantage; hoặc 2,5 km (1,6 mi) về phía nam của Uffington. Ngọn đồi tạo thành một phần giốc đứng của Berkshire Downs và nhìn ra phía bắc của White Horse. Những hình ảnh đẹp nhất của hình vẽ có thể được nhìn thấy từ trên không, hoặc trực tiếp từ khắp vùng Vale, đặc biệt là xung quanh các ngôi làng Great Coxwell, Longcot và Fernham. Khu vực được sở hữu và quản lý bởi National Trust và là một di tích khảo cổ quan trọng của nước Anh.
The Guardian viết vào năm 2003 rằng "trong hơn 3.000 năm, Ngựa Trắng Uffington đã được bảo vệ kỹ lưỡng như một kiệt tác của nghệ thuật tối giản." Ngựa Uffington cho đến nay là hình tượng con ngựa trắng lâu đời nhất ở Anh và có một thiết kế hoàn toàn khác với những hình tượng khác lấy cảm hứng từ nó.